# Frieder Kramer
Frieder Kramer (ur. 27 czerwca 1941 w Greizu, zm. 27 maja 2004) – wschodnioniemiecki kierowca wyścigowy i rajdowy, inżynier.

## Życiorys
Karierę w sportach motorowych rozpoczął w wieku 18 lat od ścigania się motocyklami enduro, a w 1966 roku zdobył tytuł mistrza NRD juniorów w klasie 250 cm³. W tym okresie pracował w VEB Sachsenring Zwickau jako operator tokarki, oraz podjął studia inżynierskie w Politechnice Zwickau. Po ich ukończeniu pracował w biurze projektowym VEB Sachsenring Zwickau. Następnie uczestniczył w rajdach samochodowych, zdobywając Trabantem trzy tytuły mistrza NRD w klasie A21 (1970, 1971, 1973). W 1974 roku zadebiutował w wyścigach samochodów turystycznych, zostając mistrzem NRD w klasie do 850 cm³.
W 1975 roku został zatrudniony w dziale technicznym reaktywowanego SEG, który z założenia miał konstruować samochody wyścigowe dla Formuły Easter. SEG działał wówczas pod kierownictwem ADMV, ze wsparciem rządu i Uniwersytetu Technicznego w Dreźnie. W 1976 roku Kramer rozpoczął zatem rywalizację samochodami wyścigowmi. SEG III okazał się jednak nieudaną, niewyważoną aerodynamicznie konstrukcją. Rozczarowany osiągami samochodu, w 1978 roku Kramer nawiązał współpracę z Ullim Melkusem i Hartmutem Thaßlerem nad konstrukcją MT 77. W 1978 roku zdobył czwarte miejsce w mistrzostwach NRD, rok później był trzeci, a w 1980 roku zdobył tytuł wicemistrzowski. Również w 1980 roku zajął trzecie miejsce w klasyfikacji końcowej Pucharu Pokoju i Przyjaźni. W sezonie 1981 został mistrzem Wschodnioniemieckiej Formuły Easter.
Po 1982 roku zarzucił karierę sportową, co miało związek między innymi z zarzutami ADMV o stosowanie przez niego niedozwolonego paliwa oraz kilkukrotnymi dyskwalifikacjami – w tym za manipulowanie gaźnikiem podczas rundy w Schleizu w Pucharze Pokoju i Przyjaźni 1982, kiedy to Kramer wygrał. W latach 1969–1982 wziął udział w 169 wyścigach, wygrywając 56 z nich, a w 122 stając na podium.
Po zjednoczeniu Niemiec pracował w Seacie. Zmarł w wyniku długiej choroby w 2004 roku.

## Wyniki w Pucharze Pokoju i Przyjaźni
| Legenda oznaczeń w tabelach wyników Wyświetl szablon na nowej stronie | Legenda oznaczeń w tabelach wyników Wyświetl szablon na nowej stronie                                                                     |
| Oznaczenie                                                            | Wyjaśnienie |
| --------------------------------------------------------------------- | --- |
| Złoty                                                                 | Zwycięzca lub mistrzostwo |
| Srebrny                                                               | 2. miejsce lub wicemistrzostwo |
| Brązowy                                                               | 3. miejsce lub II wicemistrzostwo |
| Zielony                                                               | Ukończył, punktował (w klasyfikacji generalnej, gdy zdobył co najmniej jeden punkt na przestrzeni sezonu, poza trzema powyższymi opcjami) |
| Niebieski                                                             | Ukończył, nie punktował (w klasyfikacji generalnej, gdy nie zdobył co najmniej jednego punktu na przestrzeni sezonu)                      |
| Czerwony                                                              | Nie zakwalifikował się (NZ) |
| Czerwony                                                              | Nie prekwalifikował się (NPK) |
| Różowy                                                                | Nie ukończył (NU) |
| Różowy                                                                | Niesklasyfikowany (NS) (w klasyfikacji generalnej, gdy nie został sklasyfikowany w żadnym wyścigu sezonu)                                 |
| Czarny                                                                | Zdyskwalifikowany (DK) |
| Czarny                                                                | Wykluczony (WYK/EX) |
| Biały                                                                 | Nie wystartował (NW) |
| Biały                                                                 | Kontuzjowany (K/INJ) |
| Biały                                                                 | Wyścig odwołany (OD/C) |
| Bez koloru                                                            | Został wycofany (WYC/WD) |
| Bez koloru                                                            | Nie przybył (NP/DNA) |
| Bez koloru                                                            | Nie brał udziału w treningach (NT/DNP) |
| Bez koloru                                                            | Nie został zgłoszony (–) |
| Pogrubienie                                                           | Start z pole position |
| Kursywa                                                               | Najszybsze okrążenie wyścigu |
| †                                                                     | Nie ukończył, ale jego rezultat został zaliczony ze względu na przejechanie więcej niż 90% dystansu wyścigu.                              |
| *                                                                     | Sezon w trakcie |
| 1/2/3                                                                 | Punktowana pozycja w sprincie kwalifikacyjnym                                                                                             |
| Lista systemów punktacji Formuły 1                                    | |

| Rok  | Samochód | Silnik | Wyniki w poszczególnych eliminacjach | Wyniki w poszczególnych eliminacjach | Wyniki w poszczególnych eliminacjach | Wyniki w poszczególnych eliminacjach | Wyniki w poszczególnych eliminacjach | Pkt. | Msc. |
| ---- | -------- | ------ | ------------------------------------ | ------------------------------------ | ------------------------------------ | ------------------------------------ | ------------------------------------ | ---- | ---- |
| 1976 |          |        |                                      |                                      | Czechosłowacja                       |                                      | Czechosłowacja                       | 68   | 19   |
| 1976 | SEG III  | Łada   | -                                    | 10                                   | -                                    | -                                    | 12                                   | 68   | 19   |
| 1977 |          |        |                                      |                                      | Czechosłowacja                       |                                      |                                      | 133  | 10   |
| 1977 | SEG III  | Łada   | 13                                   | -                                    | 11                                   | 13                                   | 10                                   | 133  | 10   |
| 1978 |          |        |                                      |                                      | Czechosłowacja                       |                                      |                                      | 158  | 4    |
| 1978 | MT 77    | Łada   | 10                                   | 6                                    | 4                                    | 5                                    | 7                                    | 158  | 4    |
| 1979 |          |        |                                      |                                      | Czechosłowacja                       |                                      |                                      | 119  | 12   |
| 1979 | MT 77    | Łada   | NU                                   | 5                                    | 5                                    | 6                                    | -                                    | 119  | 12   |
| 1980 |          |        |                                      |                                      | Czechosłowacja                       |                                      |                                      | 175  | 3    |
| 1980 | MT 77    | Łada   | 2                                    | 1                                    | 5                                    | DK                                   | 6                                    | 175  | 3    |
| 1981 |          |        | Czechosłowacja                       | Polska                               |                                      |                                      |                                      | 119  | 7    |
| 1981 | MT 77    | Łada   | 2                                    | -                                    | 22                                   | 1                                    | -                                    | 119  | 7    |
| 1982 |          |        | Polska                               |                                      |                                      | Czechosłowacja                       |                                      | 43   | 28   |
| 1982 | MT 77    | Łada   | -                                    | 3                                    | DK                                   | -                                    | -                                    | 43   | 28   |